# فدراسیون فوتبال آنگولا
فدراسیون فوتبال آنگولا (پرتغالی: Federação Angolana de Futebol, FAF) نهاد اداره‌کننده مسابقات فوتبال و فوتسال در کشور آنگولا است.
این فدراسیون که در سال ۱۹۷۹ تأسیس شده عضو کنفدراسیون فوتبال آفریقا و فیفا نیز می‌باشد و مقر آن در شهر لوآندا است.